# Onagre de Perse
Pour les articles homonymes, voir Onagre.
Sous-espèce
Synonymes
- Asinus dzigguetai Wood, 1879[2]
- Asinus onager (Boddaert)[2]
- Equus (Asinus) hemionus onager Boddaert, 1785[2]
- Equus hemionus anatoliensis[2]
- Equus hemionus bahram (Pocock, 1947)[3]
- Equus hemionus dzigguetai (Wood, 1879)[3]
- Equus hemionus ferus Erxleben, 1777[3]
- Equus hemionus hamar C. H. Smith, 1841[3]
- Equus hemionus onager Pallas, 1777[3]
- Equus hemionus typicus Sclater, 1891[3]
- Equus onager anatoliensis[2]
- Equus onager hamar[2]
- Equus onager Boddaert, 1785[2]
- Microhippus hemionus bahram Pocock, 1947[2]

Statut de conservation UICN

 EN  : En danger
L'Onagre de Perse (Equus hemionus onager) est une sous-espèce de l'Onagre (âne sauvage asiatique) originaire de l’Iran. Il est répertorié parmi les espèces à haut risque d'extinction dans la nature avec seulement un peu plus de 600 individus à l'état sauvage et une trentaine en captivité en Amérique du Nord[réf. nécessaire].

## Taxonomie et historique

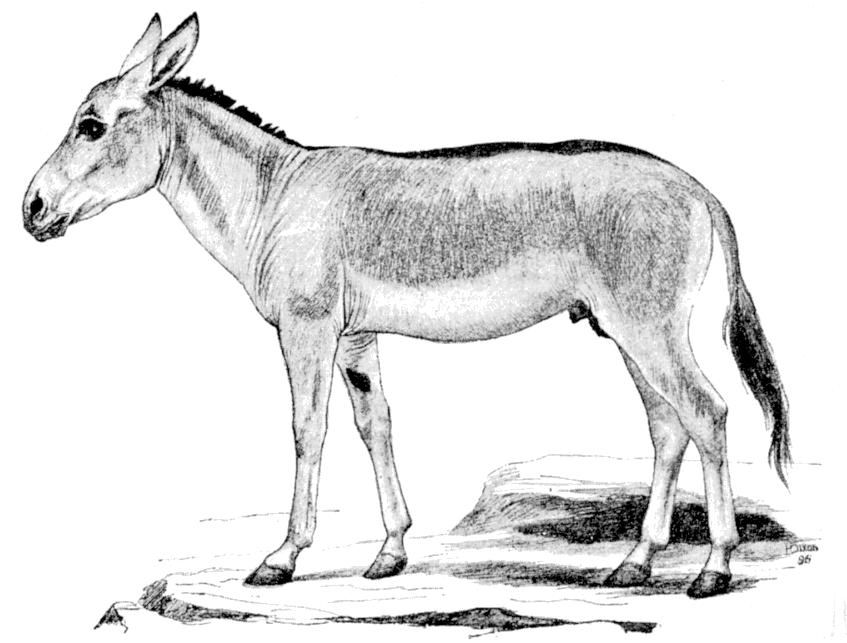
Dessin d'un onagre de Perse.

Le nom d'onagre de Perse provient de gur, qui signifie « rapide » en persan, et de ono, qui signifie « âne ».
Parfois, le terme onagre est spécifiquement utilisé pour désigner cette sous-espèce, ce qui peut entraîner des confusions avec les autres espèces d'ânes sauvages asiatiques également nommées onagres. Les informations disponibles sur la biologie de cette sous-espèce et ses différences avec les autres font défaut, ce qui entrave les efforts dédiés à sa conservation.
L'onagre de Perse était autrefois présent en nombre important du Moyen-Orient jusqu'à la Chine. À partir du XIXe siècle, ses populations ont décru. Cependant, depuis le XIXe siècle, sa population a été réduite à quelques milliers d'individus. Actuellement, plus de 600 individus sont présents à l'état sauvage.

## Caractéristiques

### Espérance de vie
L'onagre peut vivre jusqu'à 40 ans.

### Comportement

#### Vie sociale
Cet onagre vit en hardes, groupe de 10 à 20 individus, composé d'un mâle dominant et de plusieurs femelles avec leurs jeunes. Certains étalons âgés peuvent vivre seuls, tandis que certaines conditions écologiques peuvent pousser des mâles isolés à se rassembler.

#### Reproduction
La saison de reproduction a lieu durant le mois de juin. La gestation dure une année, au terme de laquelle la mère s'isole pour donner naissance à son petit. Les jeunes sont sevrés entre 18 et 24 mois, et deviennent indépendants vers l'âge de deux ans. Les femelles sont sexuellement matures vers 2 ans et les mâles vers 3 ans.

## Habitat et distribution
L'aire de répartition de l'onagre de Perse s'étend de la Mongolie à l'Arabie saoudite pour ses limites Est et Ouest et de la Russie au Kazakhstan pour ses limites Nord et Sud.
L'onagre de Perse occupe les steppes montagneuses, les terres semi-arides, et plus généralement les plaines désertiques. La plus grande population d'onagres de Perse est retrouvée au sein du Parc national de Khar Turan, en Iran.

## Statut de l'espèce

### Menaces

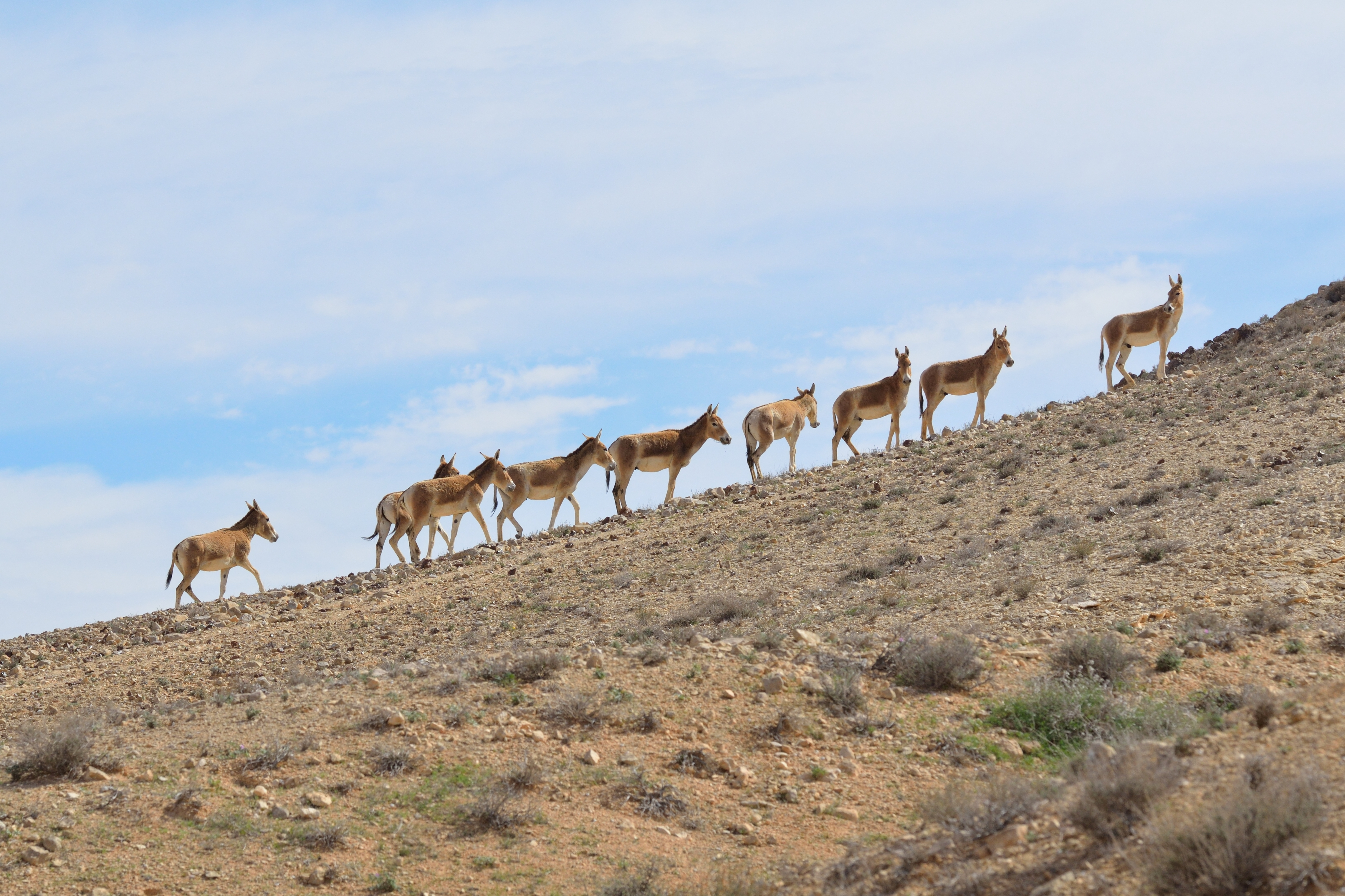
Onagres introduits dans les montagnes du Negvev, en Israël.

L'onagre de Perse est une espèce considérée en danger critique d'extinction par l'UICN. Il fait l'objet d'un braconnage, pour sa viande et sa peau, mais est aussi en concurrence alimentaire avec le bétail, et subit également la sécheresse.

### Conservation

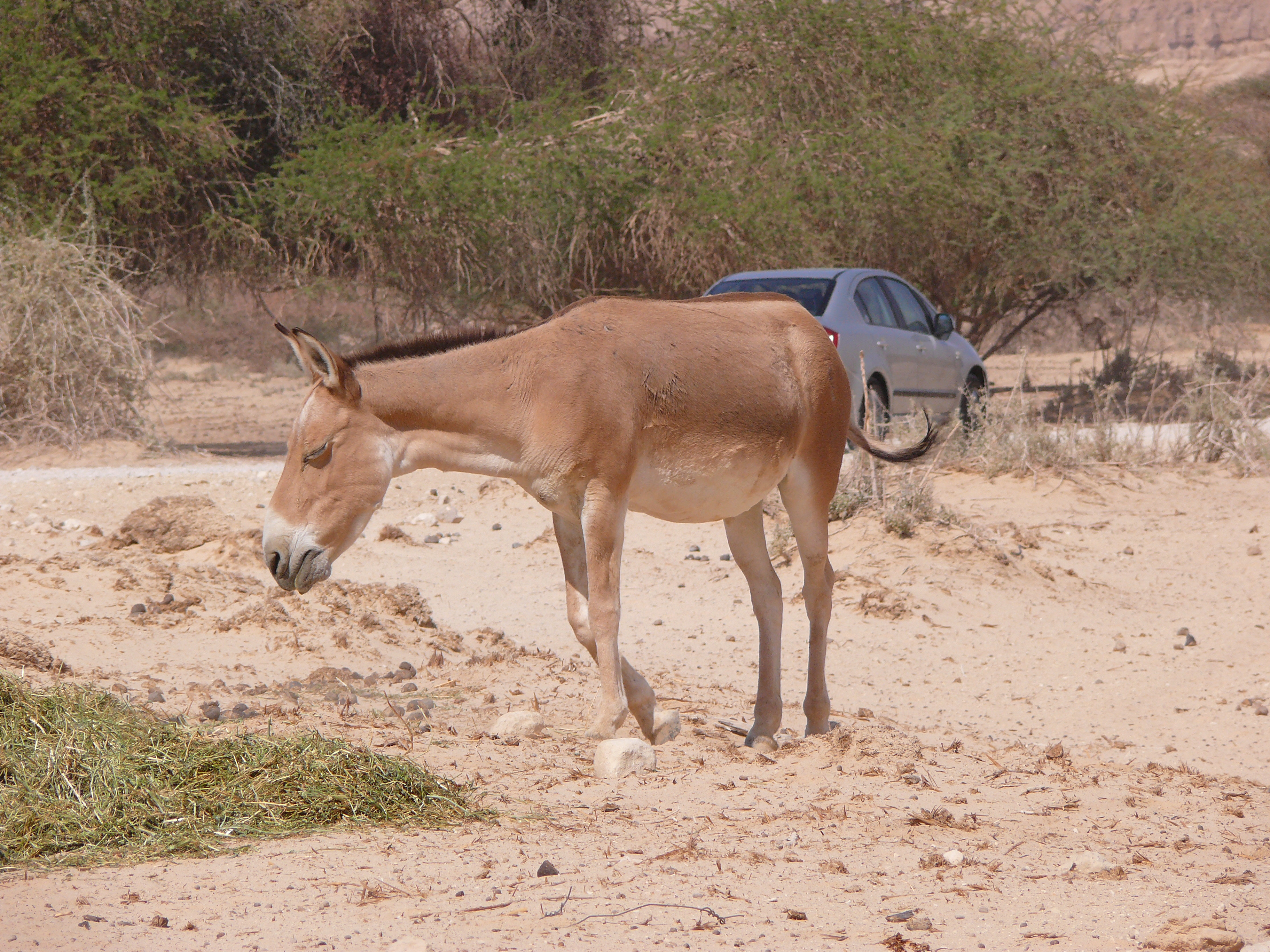
Un onagre de Perse à Chay Bar Yotvata, en Israël.

L'onagre est une espèce dont la chasse est interdite. L'Association européenne des zoos et des aquariums (EAZA) a inclus l'onagre de Perse dans le programme européen pour les espèces menacées, consistant à élever des individus en captivité pour en réintroduire une partie dans leur aire de distribution d'origine.
Le 30 août 2014, l'annonce de trois naissances d'onagres de Perse a été rapportée, au sein du parc national de Khar Turan, près de Shahroud dans la province de Semnan, où se trouve la plus importante population de ces équidés.

#### Captivité
Quelques onagres sont élevés dans des zoos européens. Le Smithsonian Conservation Biology Institute à Front Royal, en Virginie (États-Unis), élève également des individus, et a obtenu deux naissances en juin 2015. La première insémination artificielle d'équidé sauvage a eu lieu chez un onagre de Perse, et a abouti à la naissances de deux petits dans un centre de conservation de l'Ohio, en collaboration avec le Smithsonian Conservation Biology Institute.

#### Projets de réintroduction
Depuis 2003, des onagres de Perse ont été réintroduits en Arabie Saoudite, où l'âne de Syrie (Equus hemionus hemippus) vivait avant de disparaître. Les individus réintroduits vivent dans le désert, en s'alimentant d'herbes, de branchages ou de matériaux boisés lors des saisons sèches.
En 1968, onze onagres de Perse et du Turkménistan (Kulan) ont été prélevés pour être ensuite maintenus en captivité dans un sanctuaire en Israël, et pour se reproduire en donnant naissance à des hybrides. Leurs descendants ont été réintroduits dans les montagnes Negev, afin de remplacer la sous-espèce locale éteinte. Depuis, la population d'onagres y demeure stable, aux alentours de 200 individus.